# Walter Seltzer
Walter Seltzer (Filadélfia, 7 de novembro de 1914 - 18 de fevereiro de 2011) foi um produtor de cinema norte-americano.